# Gwinea Hiszpańska

Lokalizacja Gwinei Hiszpańskiej w Afryce

Gwinea Hiszpańska (hiszp. Guinea Española) – od 1778 r. kolonia hiszpańska w Afryce zachodniej. Obejmowała m.in. wyspy Fernando Po (obecnie Bioko) i Annobón oraz terytorium kontynentalne Río Muni (obecnie Mbini). W latach 1958–1968  prowincja zamorska, od 1964 pod nazwą Hiszpański Region Równikowy, obecnie niepodległe państwo Gwinea Równikowa.